# Villers-sur-Coudun
Villers-sur-Coudun és un municipi francès, situat al departament de l'Oise i a la regió dels Alts de França. L'any 2007 tenia 1.395 habitants.

## Demografia

### Població
El 2007 la població de fet de Villers-sur-Coudun era de 1.395 persones. Hi havia 488 famílies de les quals 64 eren unipersonals (40 homes vivint sols i 24 dones vivint soles), 166 parelles sense fills, 234 parelles amb fills i 24 famílies monoparentals amb fills.
La població ha evolucionat segons el següent gràfic:
Habitants censats

### Habitatges
El 2007 hi havia 574 habitatges, 503 eren l'habitatge principal de la família, 52 eren segones residències i 19 estaven desocupats. 569 eren cases i 5 eren apartaments. Dels 503 habitatges principals, 458 estaven ocupats pels seus propietaris, 37 estaven llogats i ocupats pels llogaters i 8 estaven cedits a títol gratuït; 8 tenien dues cambres, 38 en tenien tres, 88 en tenien quatre i 369 en tenien cinc o més. 421 habitatges disposaven pel capbaix d'una plaça de pàrquing. A 156 habitatges hi havia un automòbil i a 333 n'hi havia dos o més.

### Piràmide de població
La piràmide de població per edats i sexe el 2009 era:
| Homes | Edats   | Dones |
| ----- | ------- | ----- |
| 0     | 95 o +  | 0     |
| 0     | 90 a 94 | 0     |
| 4     | 85 a 89 | 4     |
| 12    | 80 a 84 | 8     |
| 4     | 75 a 79 | 24    |
| 28    | 70 a 74 | 8     |
| 24    | 65 a 69 | 36    |
| 16    | 60 a 64 | 24    |
| 44    | 55 a 59 | 36    |
| 64    | 50 a 54 | 92    |
| 72    | 45 a 49 | 36    |
| 40    | 40 a 44 | 60    |
| 48    | 35 a 39 | 32    |
| 36    | 30 a 34 | 44    |
| 40    | 25 a 29 | 28    |
| 28    | 20 a 24 | 16    |
| 28    | 15 a 19 | 56    |
| 56    | 10 a 14 | 40    |
| 48    | 5 a 9   | 36    |
| 36    | 0 a 4   | 36    |

## Economia
El 2007 la població en edat de treballar era de 937 persones, 680 eren actives i 257 eren inactives. De les 680 persones actives 634 estaven ocupades (359 homes i 275 dones) i 46 estaven aturades (22 homes i 24 dones). De les 257 persones inactives 76 estaven jubilades, 92 estaven estudiant i 89 estaven classificades com a «altres inactius».

### Ingressos
El 2009 a Villers-sur-Coudun hi havia 529 unitats fiscals que integraven 1.485 persones, la mediana anual d'ingressos fiscals per persona era de 26.949 €.

### Activitats econòmiques
Dels 37 establiments que hi havia el 2007, 3 eren d'empreses de fabricació d'altres productes industrials, 4 d'empreses de construcció, 4 d'empreses de comerç i reparació d'automòbils, 1 d'una empresa de transport, 1 d'una empresa d'hostatgeria i restauració, 2 d'empreses financeres, 5 d'empreses immobiliàries, 15 d'empreses de serveis, 1 d'una entitat de l'administració pública i 1 d'una empresa classificada com a «altres activitats de serveis».
Dels 9 establiments de servei als particulars que hi havia el 2009, 1 era una autoescola, 1 paleta, 1 guixaire pintor, 1 lampisteria, 1 empresa de construcció, 1 perruqueria, 1 restaurant i 2 agències immobiliàries.
L'únic establiment comercial que hi havia el 2009 era una botiga d'equipament de la llar.
L'any 2000 a Villers-sur-Coudun hi havia 8 explotacions agrícoles que ocupaven un total de 345 hectàrees.

## Equipaments sanitaris i escolars
El 2009 hi havia 1 escola maternal i 1 escola elemental.

## Poblacions més properes
El següent diagrama mostra les poblacions més properes.